# Niall Noigiallach
Niall Noigiallach [ˈniːəl noɪˈɣiːələx], litt. Niall détenteur de Neuf Otages, est un ard ri Érenn (roi suprême d'Irlande). Personnage semi-historique de la mythologie celtique irlandaise, considéré comme l'ancêtre des Uí Néill, il aurait régné au Ve siècle à Tara et aurait été un des derniers rois adeptes de la religion celtique avant l’évangélisation hagiographique de l’île par saint Patrick.

## Sources historiques
Bien qu'il soit généralement considéré comme un personnage ayant existé, bien peu de choses sûres peuvent être dites de la vie de Niall Noigiallach, car il est antérieur à l'avènement de l'histoire écrite en Irlande. Les sources donnant des renseignements sur sa vie sont les généalogies des rois historiques, la partie « Roll of Kings » du Lebor Gabála Érenn, les annales irlandaises comme les Annales des quatre maîtres, des chroniques comme « Foras Feasa ar Éirinn » de Geoffrey Keating, et des récits légendaires comme Les Aventures des fils d'Eochaid Mugmedon et La Mort de Niall aux neuf otages. Ces sources sont très postérieures à la mort de Niall, et leurs valeurs historiques sont, au mieux, faibles.
Niall Noigiallach apparaît sous le nom de « Niell » sur la liste des rois établie dans le Baile Chuinn Chétchathaig, son règne étant daté de la fin du IVe siècle et du début du Ve siècle. Les Annales des quatre maîtres (anglais A.F.M.) placent son accession en 378 ap. J.-C. et sa mort en 405, en précisant:
« Après avoir été pendant 27 ans en possession de la royauté d'Irlande, Niall fut tué par Eochaid mac Enna Ceinnsealach [fils d'un roi de Leinster] à Mui nIcht [i.e la Manche entre la France et l'Angleterre]. »
La chronologie de Geoffrey Keating, Foras Feasa ar Éirinn, concorde assez bien, puisqu'elle situe le règne de Niall entre 368 et 395, associant ses incursions en Grande-Bretagne avec l'enlèvement de Saint Patrick.
Pourtant aujourd'hui, on considère que la liste traditionnelle des hauts-rois et sa chronologie ont été transformées. La royauté suprême n'est devenue une réalité qu'au IXe siècle, et la condition légendaire de Niall a été exagérée, en rapport avec l'importance politique de la dynastie qu'il a fondée. La critique moderne tend à reporter à environ 450 la date de la mort de Niall Noigiallach en s'appuyant sur les dates relevées dans les Annales irlandaises notamment les Annales d'Ulster pour les disparitions de ses descendants, les Ui Neill :
- ses fils : Lóegaire mac Néill († 463), Éogan († 465) Conall Gulban († 464), Conall Cremthainne († 475)  Coirpre († 500) et Fiachu (vers 510/516) ;
- ses petits-fils: Muiredach mac Eógain († 489), Lugaid mac Lóegairi († 507), Ardgal mac Conall Criamtham († 520/523) ;
- ses arrière-petits-fils : Muirchertach Mac Ercae († 534) Túathal Máelgarb († 544) et Diarmait mac Cerbaill († 565) ;
- les membres de la génération suivante, disparus entre 566 pour Fergus mac Muirchertach et Domnall mac Muirchertach et 604 pour Áed Sláine[6].

### Surnom
Il y a plusieurs versions de l'origine du surnom Noígíallach (i.e détenteur de neuf otages) de Niall. La saga La mort de Niall aux neuf otages dit qu'il reçut cinq otages des cinq Provinces d'Irlande : l'Ulster, le Connacht, le Leinster, le Munster et le Meath, et un chacun des Gaëls, des Saxons, des Bretons insulaires et des Francs. Keating dit qu'il reçut cinq otages des cinq provinces et quatre de l'Écosse. O'Rahilly a suggéré que ce surnom était lié à la prise d’otages parmi les fils de neuf rois des Cruithni de l’Ulaid. Cette population semble correspondre pour la période historique au royaume d'Airgíalla  (Airgíalla = donneurs d’otages), qui furent les sujets des Uí Neill, après avoir été ceux des Ulaid,.

## Mythe et histoire

### Origine
La saga du XIe siècle Echtra mac nEchach Mugmedóin (« Les aventures des fils d'Eochaid Mugmedón ») contient le récit légendaire de la naissance et de la jeunesse de Niall. Son père, Eochaid Mugmedón, que les sources médiévales considèrent comme un roi de Tara, est absent du Baile Chuind Chétchathaig. Il aurait eu cinq fils, quatre, Brión, Ailill, Fiachrae et Fergus, de sa première femme Mongfind (en), sœur du roi de Munster, Crimthann mac Fidaig, et un cinquième, Niall, de sa seconde femme, Cairenn Chasdub (en), fille de Sachell Balb, roi des Saxons. Cairenn est décrite alternativement comme une princesse, une esclave, voire une princesse réduite en esclavage après un raid de pirates scots.
Brión, Fiachrae, Ailill sont les ancêtres éponymes respectifs des Uí Briúin, des Uí Fiachrach et des Uí Ailello. Parmi ceux-ci, les Uí Briúin furent les plus puissants et donnèrent de nombreux rois de Connacht pendant la période médiévale. Les Cenél des deux autres frères n’eurent qu’une importance régionale et ne jouèrent un rôle que dans l’histoire primitive du royaume de Connacht. La descendance du quatrième frère, nommé Fergus Cáechán, reste dans l’obscurité.
Lorsque Cairenn est enceinte de Niall, la jalouse Mongfind la force à faire des travaux pénibles, espérant qu'elle fasse une fausse couche. Elle donne naissance à Niall, alors qu'elle tire de l'eau, mais, craignant la haine et les pouvoirs magiques de Mongfind, elle abandonne l'enfant aux oiseaux dans la plaine de Tara. Le petit Niall est recueilli par un barde nommé Torna, qui a la révélation de sa grandeur future. Lorsqu'il est devenu grand, Torna le présente à la cour à Tara, et Niall délivre sa mère de son travail pénible, et « la vêt de pourpre »,.
Même s'il est anachronique que sa mère soit saxonne, O'Rahilly précise que le nom Cairenn vient du nom latin Carina, et qu'il est plausible qu'elle soit romano-britonne. En fait, Keating ne dit pas qu'elle est saxonne, mais qu'elle est la « fille du roi de Grande-Bretagne ». Mongfind semble avoir été un personnage surnaturel : la saga « La Mort de Crimthann mac Fidaig » dit que la fête de Samhain, marquant le 1er novembre la fin de l'année et le début de l'année nouvelle, était communément appelée la « fête de Mongfind ». À cette occasion, on offrait des prières à Mongfind la veille de ce jour, appelé Oíce Samain.

### Roi de Tara
Voyant la popularité de Niall parmi les nobles, Mongfind exige qu'Eochaid nomme son successeur, espérant que ce soit un de ses fils. Eochaid refuse et se retranche derrière l’avis du forgeron Sithchenn qui est également un prophète. Celui-ci imagine un concours entre les frères. Il les enferme dans une forge en flammes, leur demandant de sauver ce qu'ils veulent, et les jugeant sur leur choix. Brión sauve un chariot, Fiachrae une barrique de vin, Ailill des armes, et Fergus un fagot contenant une branche d'if, symbolisant sa stérilité. Niall ressort en portant sur son dos l'enclume, le soufflet, les marteaux, et tous les outils utiles au forgeron. C'est lui qui est le mieux jugé, mais Mongfind n'accepte pas cette décision. Elle tente alors de faire tuer Niall en demandant à ses fils de se quereller, afin que Niall soit tué en les séparant. Cette nouvelle ruse reste sans effet.
Au cours d’une partie de chasse, les cinq frères se perdent dans la forêt. Ils cuisent du gibier, mais manquant d'eau, ils partent à tour de rôle en chercher. Ils trouvent un puits gardé par une horrible sorcière, qui réclame un baiser en échange de l'eau. Fergus et Ailill refusent et reviennent les mains vides. Fiachrae lui donne un rapide baiser, mais pas suffisant pour la satisfaire. Niall annonce hardiment que non seulement il l'embrassera, mais qu'il couchera aussi avec elle. L'horrible sorcière se révèle alors être une belle jeune fille, qui déclare s’appeler "Flaithius", c'est-à-dire « Royauté ou Souveraineté ». Elle donne à Niall non seulement de l'eau, mais, en lui conseillant de ne pas la partager avec ses frères tant qu'ils n'auront pas renoncé à leur droit d'aînesse, elle lui accorde ainsi la royauté pour de nombreuses générations. Trente-six de ses descendants deviendront hauts rois d'Irlande, tandis que Fiachrae, qui l'avait embrassée furtivement, est l'ancêtre d'une lignée royale secondaire –deux de ses descendants, Dathí et Ailill Molt, seront hauts rois.
Le thème de la « dame répugnante » apparaît dans les mythes et les folklores du monde entier. On trouve des variantes de cette histoire dans la légende arthurienne, dans la biographie d'un ancien haut-roi, Lugaid Laigde, dans Le Conte de la Bourgeoise de Bath de Geoffrey Chaucer, dans les aventures de Gauvain, et dans le poème en moyen anglais Confessio Amantis de John Gower.
Dans un autre récit, la succession n'est pas réglée à la mort d'Eochaid, et Crimthann, le frère de Mongfind, prend la royauté suprême. Mais, profitant qu'il soit parti inspecter ses terres d'Écosse, les fils de Mongfind s'emparent du pouvoir en Irlande. Crimthann revient pour leur livrer bataille. Mongfind, prétendant faire la paix entre son frère et ses fils, organise une fête, au cours de laquelle elle sert une boisson empoisonnée à son frère. Crimthann refuse de boire, à moins qu'elle le fasse, elle aussi; ils boivent tous les deux, et tous les deux meurent la veille de Samhain. Niall succède au haut-roi, et Brión devient son second. Une autre version dit que Mongfind essaya d'empoisonner Niall, mais, par erreur, ce fut elle qui but le poison.
Pendant que Niall est haut-roi, ses frères s'instaurent rois régionaux. Brión dirige la province de Connacht, mais Fiachrae lui déclare la guerre. Brión bat Fiachrae, et le livre comme prisonnier à Niall. Mais le fils de Fiachrae, Nath Íand, poursuit la guerre et finit par tuer Brión. Niall relâche Fiachrae, qui devient roi de Connacht et le bras droit de Niall. Fiachrae et Ailill font alors la guerre au roi de Munster, Eochaid, fils de Crimthann. Ils le battent et partagent un grand butin, mais Fiachrae est blessé dans la bataille et meurt de ses blessures peu après. Les hommes du Munster prolongent la guerre, capturent Ailill et le coupent en morceaux. La guerre entre le Connacht et le Munster se poursuivra pendant de nombreuses années.

### La mort de Niall
Le Lebor Gabála Érenn dit qu'il y eut une guerre entre Niall et Énnae Cennsalach, roi de Leinster, au sujet du bórama, un tribut en bétail, imposé à l'origine au Leinster par Túathal Techtmar. Eochaid, le fils d'Énna est désigné par toutes les sources comme le meurtrier de Niall, bien que les circonstances varient. Toutes les sources s'accordent à dire qu'il est mort hors d'Irlande. La plus ancienne version du Lebor Gabála dit qu'Eochaid l'a tué sur la Manche, des versions ultérieures ajoutent que Niall était en train d'envahir la Bretagne, quand cela arriva. Keating, citant une vie de saint Patrick en latin, dit que Niall menait des incursions irlandaises en Grande-Bretagne romaine, et au cours de l'une d'elles Patrick et ses sœurs furent enlevés. Keating associe ces raids avec ceux qui sont mentionnés par Gildas le Sage et Bède le Vénérable, et, comme certaines sources irlandaises disent que Patrick fut enlevé en Bretagne, il en déduit que les raids de Niall s'étaient étendus jusqu'en Europe continentale.
Dans la saga « La mort de Niall aux neuf otages », l'inimitié d'Eochaid envers Niall commence lorsque Laidchenn, le barde de Niall, lui refuse l'hospitalité. Il lui fait la guerre, détruit le fort du poète, tuant son fils Leat. Keating affirme que Laidchenn était un druide, et qu'Eochaid avait tué son fils, parce qu'il avait usé d'un langage diffamatoire envers lui. Laidchenn réagit en faisant la satire du Leinster, si bien que pendant toute une année ni blé, ni herbe, ni feuille n'y poussent. Puis Niall fait la guerre au Leinster, et la paix est conclue à condition qu'Eochaid lui soit livré. Niall enchaîne Eochaid à une pierre dressée, et demande à neuf guerriers de l'exécuter. Mais Eochaid brise ses chaînes et les utilise pour tuer les neuf guerriers. Puis il tue Laidchenn en lui jetant une pierre qui se loge dans son front. Niall l'exile en Écosse. Le récit devient ensuite confus. Niall fait la guerre en Europe, jusqu'aux Alpes, et les Romains lui envoient un ambassadeur pour discuter avec lui. Le récit passe brusquement à Niall devant une assemblée de bardes pictes en Écosse, où il est tué par une flèche tirée par Eochaid depuis l'autre côté de la vallée. Keating affirme qu'Eochaid atteint Niall depuis la rive opposée de la Loire durant sa campagne européenne. Ses hommes ramènent son corps au pays, livrant en chemin sept batailles. Son père adoptif, Torna, meurt de chagrin. On dit qu'il a été enterré à Ochann, qui s'appelle maintenant Faughan Hill, entre Kells et Navan dans le comté de Meath. Son neveu Dathí lui a succédé.
Byrne suggère que la mort de Niall a eu lieu durant un raid en Grande-Bretagne romaine. La tradition irlandaise avait oublié que les Romains avaient conquis la Grande-Bretagne, et elle avait relocalisé en Europe continentale le souvenir de ces confrontations avec l'Empire romain, faisant la confusion entre « Alba », l'ancien nom de la Grande-Bretagne, soit avec « Elpa », les Alpes, soit en comprenant « Alba » dans son sens tardif d'Écosse. Un poème du poète du XIe siècle Cináed ua hArtacáin dans le Livre de Leinster crédite Niall de sept raids en Grande-Bretagne. C'est au cours du dernier qu'il est tué par Eochaid « sur les vagues de la mer ictienne »,; un poème attribué au même poète dans le Lebor na hUidre le crédite de sept voyages dans les Alpes.

### Unions et descendance
Les généalogies traditionnelles divergent quelque peu sur le nombre des fils (entre 8 et 14) et des épouses (entre 2 et 3) de Niall :
1) Rígnach, fille de Meda des Uí Echach Arda :
- Coirpre mac Néill, ancêtre du Cenél Coirpri[19],
- Maine de Tehba (en), ancêtre du Cenèl Maine[19] (?),
- Énnae, ancêtre du Cenél nÉnnai[19],
- Lóegaire mac Néill, ancêtre du Cenél Lóegairi[19] ;

2) Indiu, fille de Lugaid mac Óengus du Dál Fiatach :
- Eoghan mac Néill, ancêtre du Cenél nEógain[20],
- Conall Cremthainne, ancêtre du Síl nÁedo Sláine & du Clan Cholmáin[20],
- Conall Gulban, ancêtre du Cenél Conaill[20],
- Fiachu, ancêtre du Cenél Fiachach[21] ;

3) Óebfhinn, fille de Lugaid mac Ailill Flann Bec des Eóganachta :
- Énnae Bóguine, ancêtre du Cenél mBóguine[22].

### Ancêtres
|  |  |  |  |           |           |           |           |           |           |  |  |            |            |            |            |            |            |               |               |               |               |               |               |              |              |  |  |        |        | Conn Cétchathach  |                  |                  |                  |                  |                  |                   |                   |                   |                   |                   |                   |                      |                      |                      |                      |                      |                      |  |  |  |  |  |  |  |  |  |  |  |  |  |  |  |  |  |  |  |  |  |  |  |  |  |  |
|  |  |  |  |           |           |           |           |           |           |  |  |            |            |            |            |            |            |               |               |               |               |               |               |              |              |  |  |        |        |                   |                  |                  |                  |                  |                  |                   |                   |                   |                   |                   |                   |                      |                      |                      |                      |                      |                      |  |  |  |  |  |  |  |  |  |  |  |  |  |  |  |  |  |  |  |  |  |  |  |  |  |  |
|  |  |  |  |           |           |           |           |           |           |  |  |            |            |            |            |            |            |               |               |               |               |               |               |              |              |  |  |        |        | Art Mac Cuinn     |                  |                  |                  |                  |                  |                   |                   |                   |                   |                   |                   |                      |                      |                      |                      |                      |                      |  |  |  |  |  |  |  |  |  |  |  |  |  |  |  |  |  |  |  |  |  |  |  |  |  |  |
|  |  |  |  |           |           |           |           |           |           |  |  |            |            |            |            |            |            |               |               |               |               |               |               |              |              |  |  |        |        |                   |                  |                  |                  |                  |                  |                   |                   |                   |                   |                   |                   |                      |                      |                      |                      |                      |                      |  |  |  |  |  |  |  |  |  |  |  |  |  |  |  |  |  |  |  |  |  |  |  |  |  |  |
|  |  |  |  |           |           |           |           |           |           |  |  |            |            |            |            |            |            |               |               |               |               |               |               |              |              |  |  |        |        | Cormac Mac Airt   |                  |                  |                  |                  |                  |                   |                   |                   |                   |                   |                   |                      |                      |                      |                      |                      |                      |  |  |  |  |  |  |  |  |  |  |  |  |  |  |  |  |  |  |  |  |  |  |  |  |  |  |
|  |  |  |  |           |           |           |           |           |           |  |  |            |            |            |            |            |            |               |               |               |               |               |               |              |              |  |  |        |        |                   |                  |                  |                  |                  |                  |                   |                   |                   |                   |                   |                   |                      |                      |                      |                      |                      |                      |  |  |  |  |  |  |  |  |  |  |  |  |  |  |  |  |  |  |  |  |  |  |  |  |  |  |
|  |  |  |  |           |           |           |           |           |           |  |  |            |            |            |            |            |            |               |               |               |               |               |               |              |              |  |  |        |        | Cairbre Lifechair |                  |                  |                  |                  |                  |                   |                   |                   |                   |                   |                   |                      |                      |                      |                      |                      |                      |  |  |  |  |  |  |  |  |  |  |  |  |  |  |  |  |  |  |  |  |  |  |  |  |  |  |
|  |  |  |  |           |           |           |           |           |           |  |  |            |            |            |            |            |            |               |               |               |               |               |               |              |              |  |  |        |        |                   |                  |                  |                  |                  |                  |                   |                   |                   |                   |                   |                   |                      |                      |                      |                      |                      |                      |  |  |  |  |  |  |  |  |  |  |  |  |  |  |  |  |  |  |  |  |  |  |  |  |  |  |
|  |  |  |  |           |           |           |           |           |           |  |  |            |            |            |            |            |            |               |               |               |               |               |               |              |              |  |  |        |        | Fíachu Sraiptine  |                  |                  |                  |                  |                  |                   |                   |                   |                   |                   |                   |                      |                      |                      |                      |                      |                      |  |  |  |  |  |  |  |  |  |  |  |  |  |  |  |  |  |  |  |  |  |  |  |  |  |  |
|  |  |  |  |           |           |           |           |           |           |  |  |            |            |            |            |            |            |               |               |               |               |               |               |              |              |  |  |        |        |                   |                  |                  |                  |                  |                  |                   |                   |                   |                   |                   |                   |                      |                      |                      |                      |                      |                      |  |  |  |  |  |  |  |  |  |  |  |  |  |  |  |  |  |  |  |  |  |  |  |  |  |  |
|  |  |  |  |           |           |           |           |           |           |  |  |            |            |            |            |            |            | Mongfind (en) | Mongfind (en) | Mongfind (en) | Mongfind (en) | Mongfind (en) | Mongfind (en) |              |              |  |  |        |        | Eochaid Mugmedón  | Eochaid Mugmedón | Eochaid Mugmedón | Eochaid Mugmedón | Eochaid Mugmedón | Eochaid Mugmedón |                   |                   |                   |                   |                   |                   | Cairenn Chasdub (en) | Cairenn Chasdub (en) | Cairenn Chasdub (en) | Cairenn Chasdub (en) | Cairenn Chasdub (en) | Cairenn Chasdub (en) |  |  |  |  |  |  |  |  |  |  |  |  |  |  |  |  |  |  |  |  |  |  |  |  |  |  |
|  |  |  |  |           |           |           |           |           |           |  |  |            |            |            |            |            |            | Mongfind (en) | Mongfind (en) | Mongfind (en) | Mongfind (en) | Mongfind (en) | Mongfind (en) |              |              |  |  |        |        | Eochaid Mugmedón  | Eochaid Mugmedón | Eochaid Mugmedón | Eochaid Mugmedón | Eochaid Mugmedón | Eochaid Mugmedón |                   |                   |                   |                   |                   |                   | Cairenn Chasdub (en) | Cairenn Chasdub (en) | Cairenn Chasdub (en) | Cairenn Chasdub (en) | Cairenn Chasdub (en) | Cairenn Chasdub (en) |  |  |  |  |  |  |  |  |  |  |  |  |  |  |  |  |  |  |  |  |  |  |  |  |  |  |
|  |  |  |  |           |           |           |           |           |           |  |  |            |            |            |            |            |            |               |               |               |               |               |               |              |              |  |  |        |        |                   |                  |                  |                  |                  |                  |                   |                   |                   |                   |                   |                   |                      |                      |                      |                      |                      |                      |  |  |  |  |  |  |  |  |  |  |  |  |  |  |  |  |  |  |  |  |  |  |  |  |  |  |
|  |  |  |  |           |           |           |           |           |           |  |  |            |            |            |            |            |            |               |               |               |               |               |               |              |              |  |  |        |        |                   |                  |                  |                  |                  |                  |                   |                   |                   |                   |                   |                   |                      |                      |                      |                      |                      |                      |  |  |  |  |  |  |  |  |  |  |  |  |  |  |  |  |  |  |  |  |  |  |  |  |  |  |
|  |  |  |  |           |           |           |           |           |           |  |  |            |            |            |            |            |            |               |               |               |               |               |               |              |              |  |  |        |        |                   |                  |                  |                  |                  |                  |                   |                   |                   |                   |                   |                   |                      |                      |                      |                      |                      |                      |  |  |  |  |  |  |  |  |  |  |  |  |  |  |  |  |  |  |  |  |  |  |  |  |  |  |
|  |  |  |  | Brión     | Brión     | Brión     | Brión     | Brión     | Brión     |  |  | Ailill     | Ailill     | Ailill     | Ailill     | Ailill     | Ailill     |               |               | Fiachrae      | Fiachrae      | Fiachrae      | Fiachrae      | Fiachrae     | Fiachrae     |  |  | Fergus | Fergus | Fergus            | Fergus           | Fergus           | Fergus           |                  |                  | Niall Noigiallach | Niall Noigiallach | Niall Noigiallach | Niall Noigiallach | Niall Noigiallach | Niall Noigiallach |                      |                      |                      |                      |                      |                      |  |  |  |  |  |  |  |  |  |  |  |  |  |  |  |  |  |  |  |  |  |  |  |  |  |  |
|  |  |  |  | Brión     | Brión     | Brión     | Brión     | Brión     | Brión     |  |  | Ailill     | Ailill     | Ailill     | Ailill     | Ailill     | Ailill     |               |               | Fiachrae      | Fiachrae      | Fiachrae      | Fiachrae      | Fiachrae     | Fiachrae     |  |  | Fergus | Fergus | Fergus            | Fergus           | Fergus           | Fergus           |                  |                  | Niall Noigiallach | Niall Noigiallach | Niall Noigiallach | Niall Noigiallach | Niall Noigiallach | Niall Noigiallach |                      |                      |                      |                      |                      |                      |  |  |  |  |  |  |  |  |  |  |  |  |  |  |  |  |  |  |  |  |  |  |  |  |  |  |
|  |  |  |  | Uí Briúin | Uí Briúin | Uí Briúin | Uí Briúin | Uí Briúin | Uí Briúin |  |  | Uí Ailello | Uí Ailello | Uí Ailello | Uí Ailello | Uí Ailello | Uí Ailello |               |               | Uí Fiachrach  | Uí Fiachrach  | Uí Fiachrach  | Uí Fiachrach  | Uí Fiachrach | Uí Fiachrach |  |  |        |        |                   |                  |                  |                  |                  |                  | Uí Néill          | Uí Néill          | Uí Néill          | Uí Néill          | Uí Néill          | Uí Néill          |                      |                      |                      |                      |                      |                      |  |  |  |  |  |  |  |  |  |  |  |  |  |  |  |  |  |  |  |  |  |  |  |  |  |  |
|  |  |  |  | Uí Briúin | Uí Briúin | Uí Briúin | Uí Briúin | Uí Briúin | Uí Briúin |  |  | Uí Ailello | Uí Ailello | Uí Ailello | Uí Ailello | Uí Ailello | Uí Ailello |               |               | Uí Fiachrach  | Uí Fiachrach  | Uí Fiachrach  | Uí Fiachrach  | Uí Fiachrach | Uí Fiachrach |  |  |        |        |                   |                  |                  |                  |                  |                  | Uí Néill          | Uí Néill          | Uí Néill          | Uí Néill          | Uí Néill          | Uí Néill          |                      |                      |                      |                      |                      |                      |  |  |  |  |  |  |  |  |  |  |  |  |  |  |  |  |  |  |  |  |  |  |  |  |  |  |
|  |  |  |  |           |           |           |           |           |           |  |  | Connachta  |            |            |            |            |            |               |               |               |               |               |               |              |              |  |  |        |        |                   |                  |                  |                  |                  |                  |                   |                   |                   |                   |                   |                   |                      |                      |                      |                      |                      |                      |  |  |  |  |  |  |  |  |  |  |  |  |  |  |  |  |  |  |  |  |  |  |  |  |  |  |
|  |  |  |  |           |           |           |           |           |           |  |  |            |            |            |            |            |            |               |               |               |               |               |               |              |              |  |  |        |        |                   |                  |                  |                  |                  |                  |                   |                   |                   |                   |                   |                   |                      |                      |                      |                      |                      |                      |  |  |  |  |  |  |  |  |  |  |  |  |  |  |  |  |  |  |  |  |  |  |  |  |  |  |